# Bressay
Bressay (fornnordiska: Breiðey/Brusey) är en av Shetlandsöarna i Skottland med 368 invånare vid folkräkningen 2011. Den viktigaste byn Maryfield har färjeförbindelser med Lerwick på Mainland, Shetlandsöarnas huvudö. I Maryfield finns också ett kulturarvscenter och Gardie House uppfört 1724.
Andra sevärdheter på ön är Bressay Lighthouse, klippformationerna vid havet och befästningar från första världskriget.
En färjeförbindelse finns även till ön Noss.

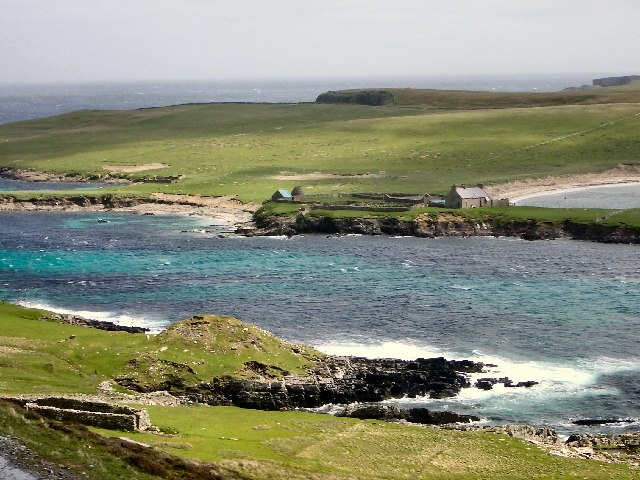
Utsikt mot Noss.
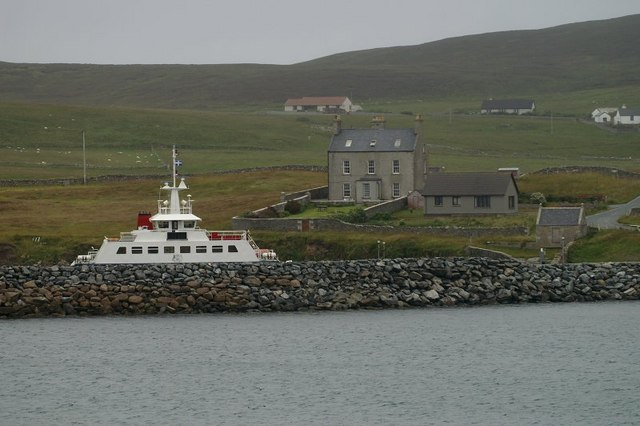
Maryfield.
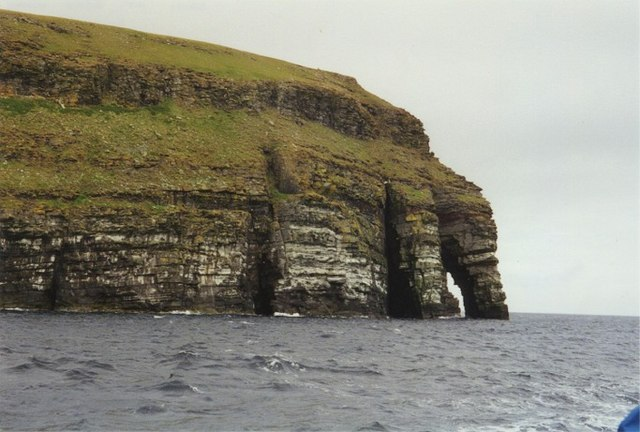
Bard Head.